# 인천예송초등학교
인천예송초등학교는 대한민국 인천광역시 연수구 송도에 위치한 공립 초등학교이다.

## 연혁
2018년 3월 1일에  개교하였다. 병설 유치원,  특수 학급, 도서관을  갖추고 있다.  돌봄교실 4학급과 다양한 방과  후 교실을 운영중에 있다.